# Peugeot Type 112
La Peugeot Type 112 est un modèle d'automobile produit par le constructeur français Peugeot en 1909.